# Kloster Annenborn
Das Kloster Annenborn war ein 1322 gegründetes Augustinerinnenkloster in Waltringhausen (heute Teil von Anröchte). Bereits 1408 wurde die Einrichtung in das St. Walburgisstift in Soest inkorporiert.

## Geschichte
Im Jahr 1322 gründete die Witwe des Ritters Rutger von Mellrich mit Namen Luzia auf der Basis ihres Hofes in Waltringhausen ein Frauenkloster. Das Stift Meschede hatte ihr dazu die Erlaubnis gegeben. 
Die Einrichtung folgte der Regel des Augustinus. Nach dem Patrozinium der Heiligen Anna wurde das Kloster Annenborn  (fons sanctae Annae) genannt. Daneben war es auch der Maria sowie der Heiligen Adauctus und Felix geweiht. 
Besonders verehrt wurde bereits zur Zeit des Klosters das Gnadenbild der Madonna mit dem Kind. Das Bildnis stammte aus dem 13. Jahrhundert. 
Aus unklaren Gründet endete das Leben der Gemeinschaft bereits 1408. Die Besitzungen gingen an das St. Walburgastift in Soest über. Die Kapelle St. Anna steht möglicherweise an der Stelle der Klosterkirche. Im 19. Jahrhundert sollen auf dem Schultenhof auch noch Reste der Klostergebäude zu sehen gewesen sein. 